# Galumna parascaber
Galumna parascaber är en kvalsterart som beskrevs av Debendra Bijoy Deb och Dinendra Raychaudhuri 1975. Galumna parascaber ingår i släktet Galumna och familjen Galumnidae. Inga underarter finns listade i Catalogue of Life.